# Андрієнко Василь Прокопович
Василь Прокопович Андрієнко (12 грудня 1925 — 3 січня 1983) — Герой Радянського Союзу (1945).

## Біографія
Народився 12 грудня 1925 року в селі Новосуханівка (нині Сумського району Сумської області України) в робітничій сім'ї. Українець. Освіта неповна середня. Працював на заводі.
У вересні 1943 року призваний до Червоної Армії. При Пензенському піхотному училищі закінчив 6-місячні курси станкових кулеметників, а потім в місті Коломна Московської області — курси радистів.
На початку 1944 року направлений на фронт німецько-радянської війни. Радист взводу управління 2-го дивізіону 103-го мінометного полку 3-ї Свирскої мінометної бригади 7-ї артилерійської дивізії прориву Резерву Головного Командування 46-ї армії 2-го Українського фронту, старший сержант В. П. Андрієнко на початку грудня 1944 року був у складі військ, що вийшли до Дунаю і почали підготовку до форсування річки. Для забезпечення успішних дій артилерії в 7-й артилерійській дивізії прориву були створені спеціальні розвідувальні групи, перед якими ставилося завдання проникати в тил супротивника і по радіо коригувати артилерійський вогонь. У одну з таких груп увійшов старший сержант Василь Андрієнко.
4 грудня бійці почали переправлятися на човні через Дунай південніше від Будапешта. Незабаром гітлерівці виявили червоноармійців і відкрили мінометний вогонь. Одна з мін потрапила в човен. Загинув командир і більшість солдатів. Протилежного берега дісталися лише двоє — Василь Андрієнко та молодший сержант Олексій Скрипник. Їм вдалося зберегти рацію і зброю. Замаскувавшись, вони зв'язалися зі своїм командуванням і доповіли про те, що трапилося.
Розвідники отримали наказ виконувати бойове завдання, поставлене перед групою. Перебуваючи в безпосередній близькості від противника, сміливці передавали в штаб дані про ворожу оборону — її укріплення, вогневі точки. Однак ворог виявив розвідників і відкрили по них кулеметний вогонь. Тоді Василь Андрієнко, ризикуючи життям, потай підповз до ворожого табору і закидав його гранатами. Невдовзі радянські підрозділи вже переправлялися через Дунай і В. Андрієнко вже у бойових порядках коригував вогонь своїх мінометних батарей.
24 березня 1945 року старшому сержанту Андрієнко Василю Прокоповичу присвоєно звання Героя Радянського Союзу з врученням ордена Леніна і медалі «Золота Зірка» (№ 2278).
Після війни продовжив службу в Радянській Армії. Член ВКП(б) з 1950 року.
У 1950 році старшина В. П. Андрієнко був демобілізований. Повернувся на батьківщину. Жив і працював у рідному селі. Помер 3 січня 1983 року.

## Пам'ять
У місті Суми, на початку вулиці імені Героїв Сумщини, створена алея Слави, де представлені портрети 39 Героїв Радянського Союзу, чия доля пов'язана з містом Суми та Сумським районом, серед яких і портрет Героя Радянського Союзу В. П. Андрієнка.